# Berenheidermolen
De Berenheidermolen is een watermolen op de Abeek, gelegen aan Berenheide 8, iets ten noorden van Meeuwen, in de Belgische provincie Limburg.  Ter plaatse wordt hij wel aangeduid als achterste molen, ter onderscheid van de Dorpermolen, de voorste molen, die stroomopwaarts aan de Abeek staat. De molen ligt wat verscholen in het geboomte, op ruim tweehonderd meter van de Berenheide.

## Geschiedenis
Deze onderslagmolen werd opgericht vóór 1717. Ze fungeerde als oliemolen. In 1841 werd het houten gebouw vervangen door het huidige bakstenen gebouw. De molen deed nu, naast oliemolen, ook dienst als korenmolen, waarbij ook boekweit werd gemalen. Dit gebeurde door Jacobus Truyen, die tabakshandelaar was te Bocholt.
Uiteindelijk werd de installatie van de oliemolen niet meer gebruikt en verdween deze. De molen werd daarna nog als korenmolen gebruikt, tot ook dit bedrijf werd stilgelegd.
Omstreeks 1990 werd het gebouw en het binnenwerk hersteld, waarbij het molengebouw als woonhuis werd ingericht, zij het met behoud van het binnenwerk. Ook het rad is nog aanwezig.
- Inventaris van het Bouwkundig Erfgoed (Vlaanderen): 86200